# Oberste Heeresleitung
Oberste Heeresleitung (OHL, "Direzione suprema degli eserciti") era la denominazione assegnata durante la prima guerra mondiale alla autorità suprema di comando dell'Esercito tedesco.
Guidato allo scoppio della guerra europea dal capo di Stato maggiore generale Helmuth von Moltke, e stazionato inizialmente a Coblenza, l'OHL era  costituito da numerosi servizi e uffici dotati di strutture di comunicazione e controllo in grado di permettere il coordinamento delle operazioni belliche tedesche su tutti i teatri di guerra. Dopo le dimissioni del generale von Moltke a seguito del fallimento del piano Schlieffen, l'Oberste Heeresleitung venne successivamente guidato dal settembre 1914 all'agosto 1916 dal generale Erich von Falkenhayn, e dall'agosto 1916 alla fine della guerra dal feldmaresciallo Paul von Hindenburg, coadiuvato dal quartiermastro generale dell'esercito, generale Erich Ludendorff.
L'OHL diresse concretamente la condotta militare della Germania e condizionò anche le scelte strategiche dell'Austria-Ungheria e delle altre potenze alleate, assumendo un ruolo sempre più importante anche nelle decisioni di politica di guerra. L'Oberste Heeresleitung condusse con abilità e grande decisione la guerra mondiale contro i numerosi nemici e riuscì a raggiungere importanti successi, ma ebbe, soprattutto nell'ultimo periodo dominato dai generali von Hindenburg e Ludendorff, un ruolo preponderante all'interno delle strutture di potere del Reich, imponendo una serie di decisioni sempre più oltranziste e aggressive che favorirono il completo isolamento della Germania e la sua sconfitta finale.

## Galleria d'immagini

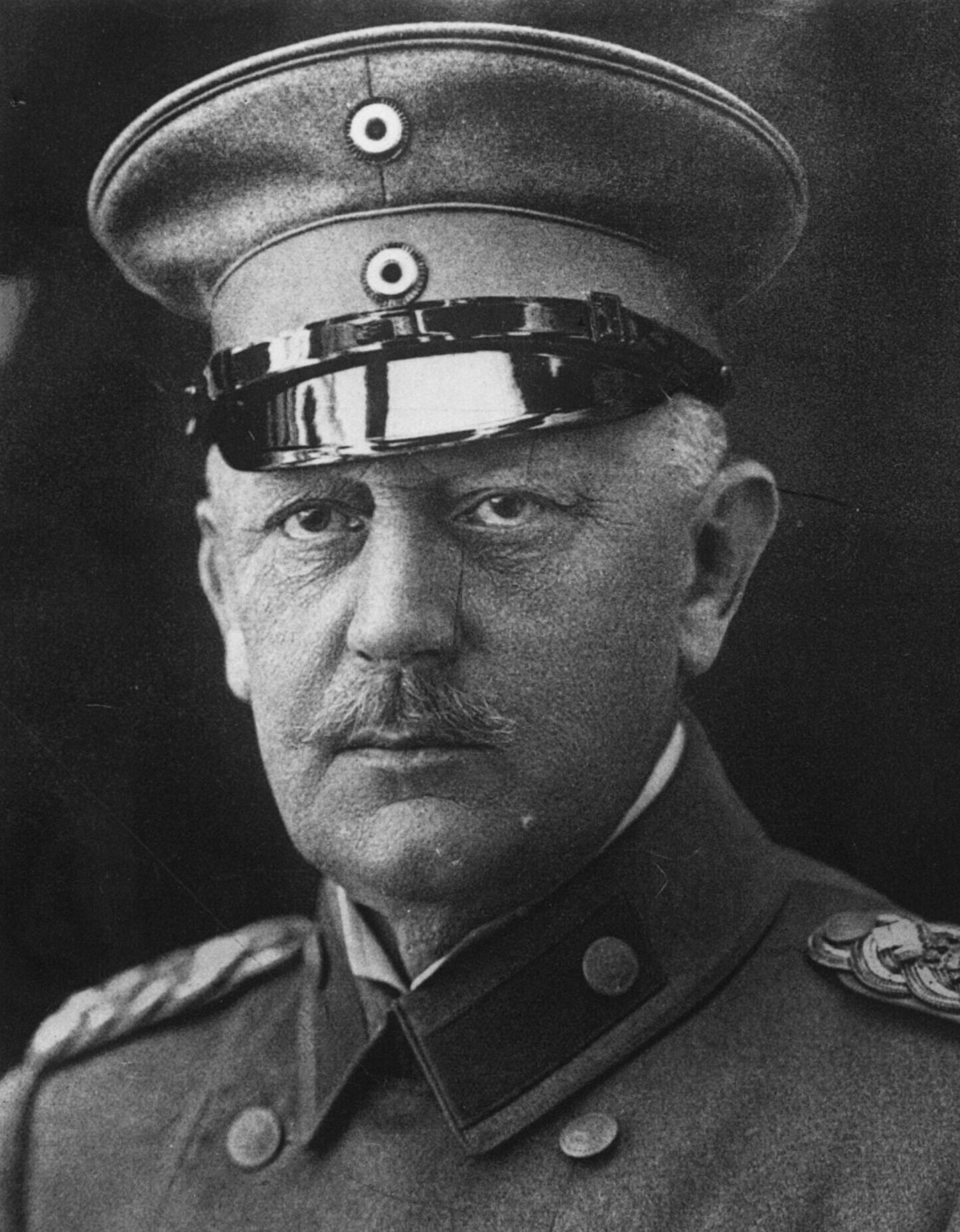
Il primo capo dell'OHL, il generale Helmuth von Moltke
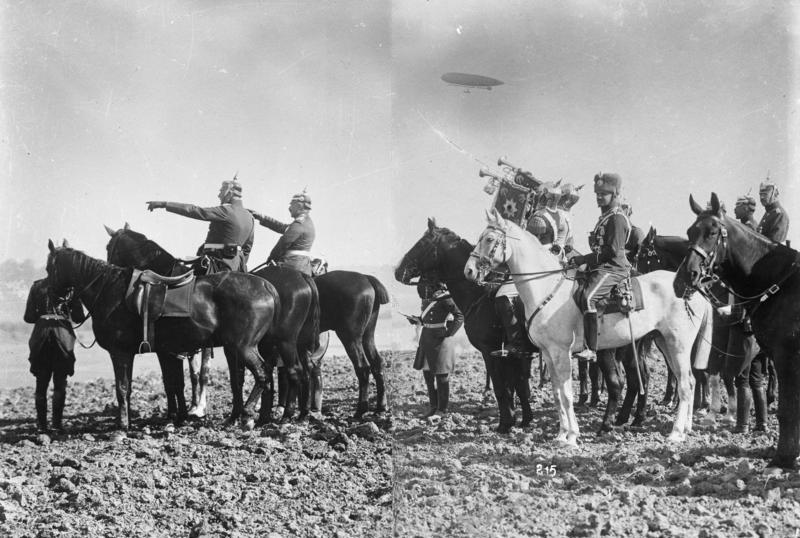
Il generale von Moltke, a cavallo sulla sinistra, e l'imperatore Guglielmo II alle grandi manovre prima della guerra mondiale
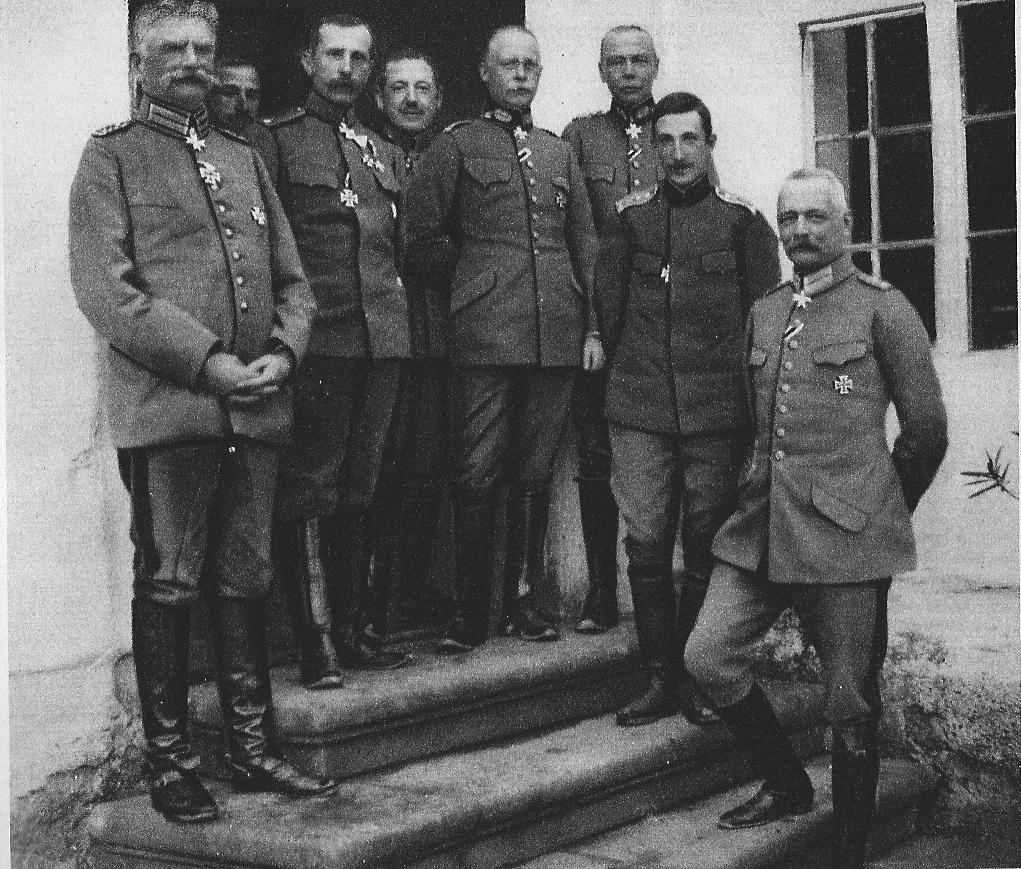
Riunione di alti ufficiali tedeschi, sulla destra il generale Erich von Falkenhayn
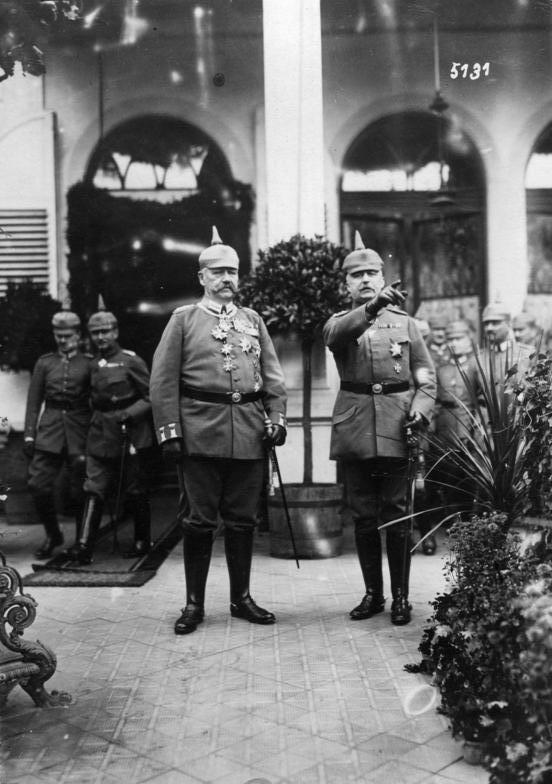
Il feldmaresciallo Paul von Hindenburg, a sinistra, e il generale Erich Ludendorff
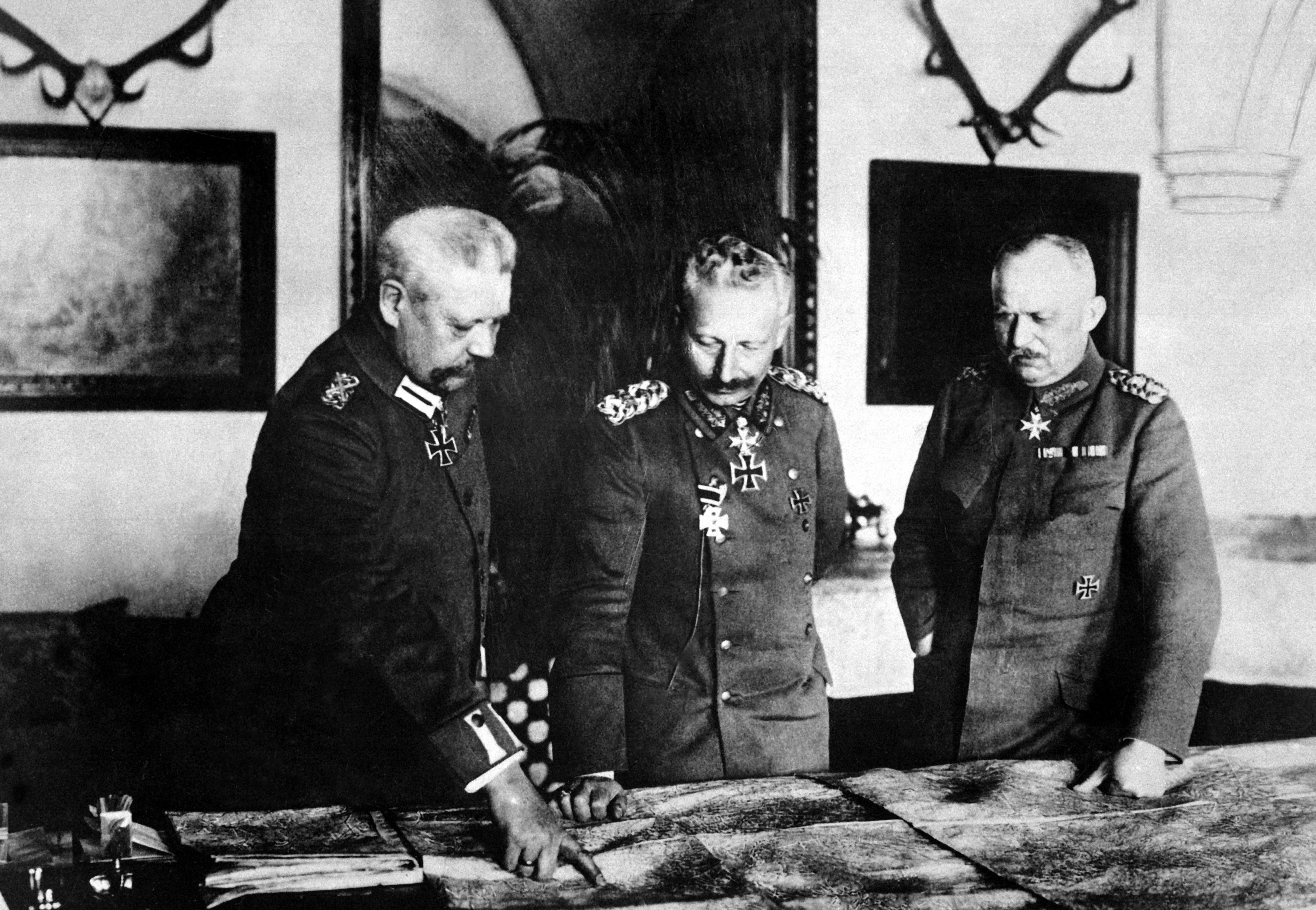
Il feldmaresciallo von Hindenburg, Guglielmo II e il generale Ludendorff